# The Stealers
Pour plus de détails, voir Fiche technique et Distribution.
The Stealers est un film américain réalisé par Christy Cabanne, sorti en 1920.

## Synopsis
Le Révérend Martin est devenu le chef d'une bande de pickpockets en prenant comme excuse l'infidélité de sa femme. Des années plus tard, lorsque sa fille est menacée par un incendie, il prie pour qu'elle soit sauvée et retrouve la foi quand elle est sauvée.

## Fiche technique
- Titre original : The Stealers
- Réalisation : Christy Cabanne
- Scénario : Christy Cabanne
- Photographie : Georges Benoît
- Musique : James C. Bradford
- Société de production : Robertson-Cole Pictures Corporation
- Société de distribution : Robertson-Cole Distributing Corporation
- Pays de production :  États-Unis
- Langue originale : anglais
- Format : noir et blanc — 35 mm — 1,33:1 — Film muet
- Genre : drame
- Durée : 7 bobines
- Date de sortie :
  - États-Unis : 17 septembre 1920 (première à l'Hôtel Astor à New York)

## Distribution
- William H. Tooker : Révérend Robert Martin
- Robert Kenyon : Martin, jeune homme
- Myrtle Morse : Mme Martin, sa femme
- Norma Shearer : Julia Martin, sa fille
- Ruth Dwyer : Mary Forrest
- Eugene Borden : Sam Gregory
- Jack Crosby : Raymond Pritchard
- Matthew L. Betz : Bert Robinson
- Downing Clarke : Major Wellington
- Walter Miller : Stephen Gregory

## Galerie

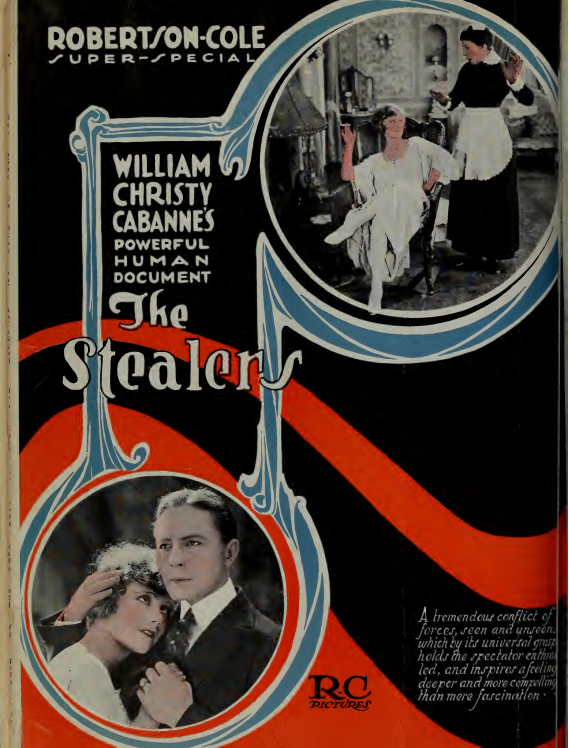
Publicité dans Film Daily
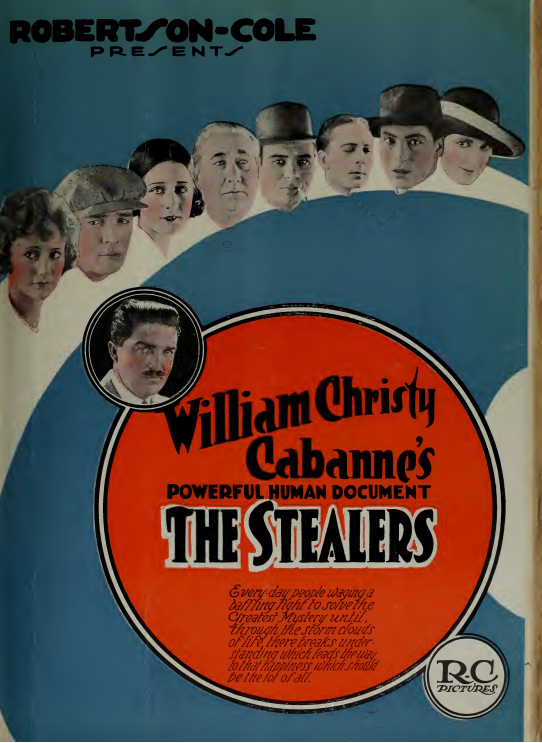
Publicité dans Film Daily